# Pancorius daitaricus
Pancorius daitaricus là một loài nhện trong họ Salticidae. Loài này được phát hiện ở Ấn Độ.